# 中華職棒年度最有價值球員獎
中華職棒大聯盟最有價值球員獎是中華職棒大聯盟的球員個人年度獎項之一，與年度新人王、最佳進步獎並稱中職三大獎。自1993年（職棒四年）起，每年球季結束後，均頒發年度MVP，來表揚當年度表現最佳的球員，它是由主跑中職新聞兩個球季以上之媒體記者所票選出來的。

## 歷年得主
| 年度   | 姓名     | 球隊           | 守備位置 | 特殊表現                                                                                 |
| ------ | -------- | -------------- | -------- | ---------------------------------------------------------------------------------------- |
| 1993年 | 陳義信   | 兄弟象         | 投手     | 防禦率王、23場完投、258.1局                                                              |
| 1994年 | 陳義信   | 兄弟象         | 投手     | 勝投王                                                                                   |
| 1995年 | 郭進興   | 統一獅         | 投手     | 勝投王、最佳十人投手、金手套投手                                                         |
| 1996年 | 郭進興   | 統一獅         | 投手     | 勝投王、勝率王、最佳十人投手                                                             |
| 1997年 | 賈西     | 味全龍         | 投手     | 防禦率王、救援王                                                                         |
| 1998年 | 怪力男   | 興農牛         | 一壘手   | 打擊四冠王                                                                               |
| 1999年 | 曹竣揚   | 統一獅         | 投手     | 新人王、連3場完封勝                                                                      |
| 2000年 | 楓康     | 興農牛         | 投手     | 勝投王、防禦率王、最佳十人投手                                                           |
| 2001年 | 羅敏卿   | 統一獅         | 指定打擊 | 打擊王                                                                                   |
| 2002年 | 宋肇基   | 中信鯨         | 投手     | 投手三冠王                                                                               |
| 2003年 | 張泰山   | 興農牛         | 三壘手   | 全壘打王                                                                                 |
| 2004年 | 凱撒     | 統一獅         | 投手     | 救援王                                                                                   |
| 2005年 | 林恩宇   | 誠泰COBRAS     | 投手     | 防禦率王、新人王                                                                         |
| 2006年 | 林恩宇   | 誠泰COBRAS     | 投手     | 投手三冠王                                                                               |
| 2007年 | 高國慶   | 統一獅         | 一壘手   | 安打王、最佳十人一壘手                                                                   |
| 2008年 | 強森     | La New熊       | 投手     | 勝投王、開季15連勝                                                                       |
| 2009年 | 林益全   | 興農牛         | 一壘手   | 120場出賽、0.348打擊率、169安打、33二壘安打、113打點、92得分，為新人紀錄。打點王、新人王 |
| 2010年 | 彭政閔   | 兄弟象         | 一壘手   | 打擊王                                                                                   |
| 2011年 | 林泓育   | Lamigo桃猿     | 捕手     | 全壘打王、打點王                                                                         |
| 2012年 | 周思齊   | 兄弟象         | 外野手   | 最佳十人外野手                                                                           |
| 2013年 | 林益全   | 義大犀牛       | 一壘手   | 打擊王、安打王、全壘打王                                                                 |
| 2014年 | 林益全   | 義大犀牛       | 一壘手   | 打點王                                                                                   |
| 2015年 | 林智勝   | Lamigo桃猿     | 游擊手   | 達成中職史上第一次333紀錄。(3成打擊率、30全壘打、30盜壘成功)                             |
| 2016年 | 王柏融   | Lamigo桃猿     | 外野手   | 安打王、打擊王、新人王並達成中華職棒首次四成打擊率以及單季兩百安。                       |
| 2017年 | 王柏融   | Lamigo桃猿     | 外野手   | 打擊王、安打王、全壘打王、打點王，首位本土打擊四冠王                                     |
| 2018年 | 陳俊秀   | Lamigo桃猿     | 一壘手   | 打擊王、最佳十人一壘手                                                                   |
| 2019年 | 朱育賢   | Lamigo桃猿     | 外野手   | 全壘打王、安打王                                                                         |
| 2020年 | 德保拉   | 中信兄弟       | 投手     | 投手三冠王                                                                               |
| 2021年 | 德保拉   | 中信兄弟       | 投手     | 防禦率王、三振王                                                                         |
| 2022年 | 林立     | 樂天桃猿       | 二壘手   | 打擊王、安打王、打點王、最佳十人二壘手                                                   |
| 2023年 | 鋼龍     | 味全龍         | 投手     | 勝投王、三振王、最佳十人投手、金手套獎投手                                               |
| 2024年 | 古林睿煬 | 統一7-ELEVEn獅 | 投手     | 防禦率王、最佳十人投手                                                                   |

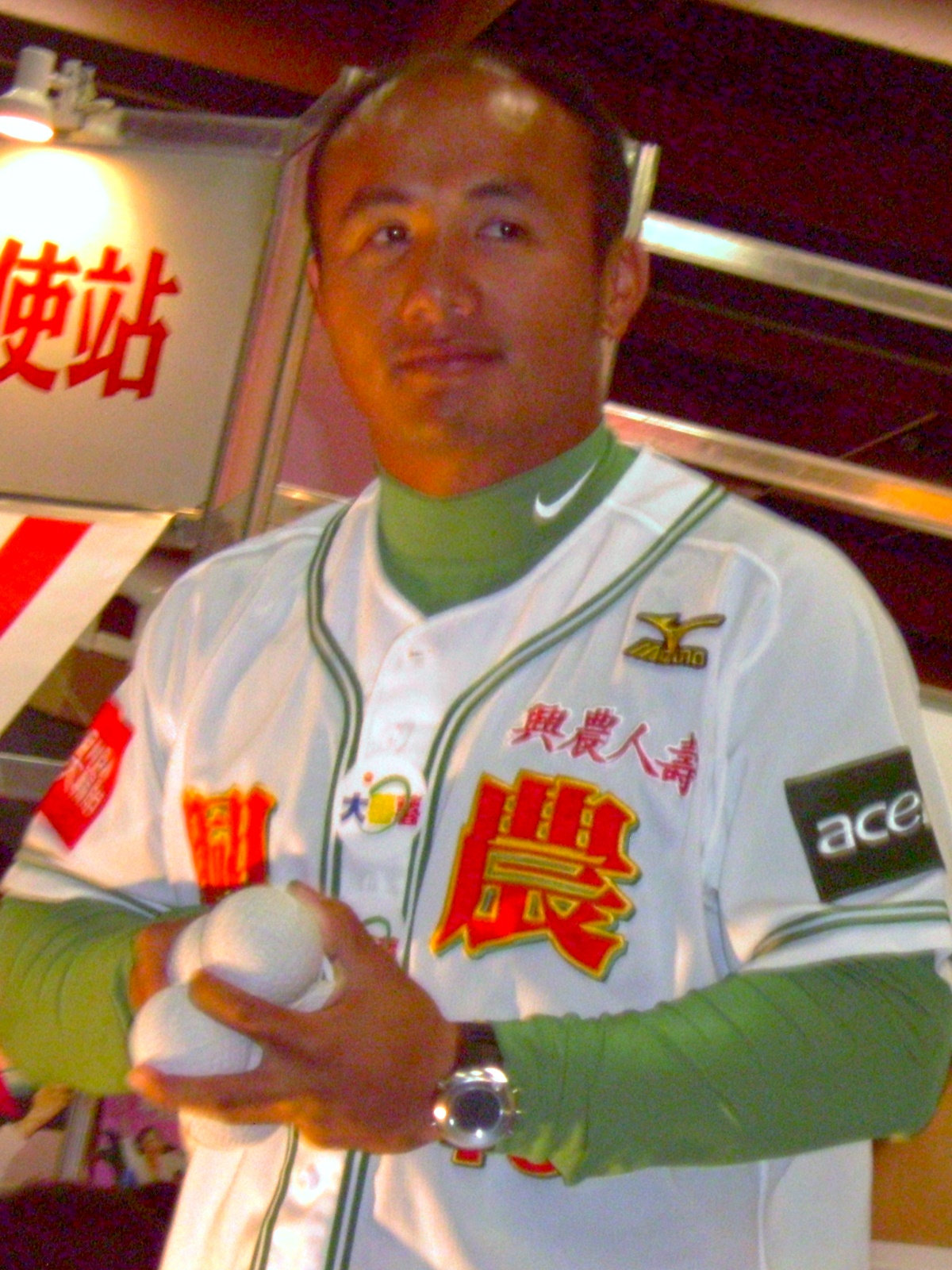
張泰山為2003年中華職棒年度最有價值球員得主
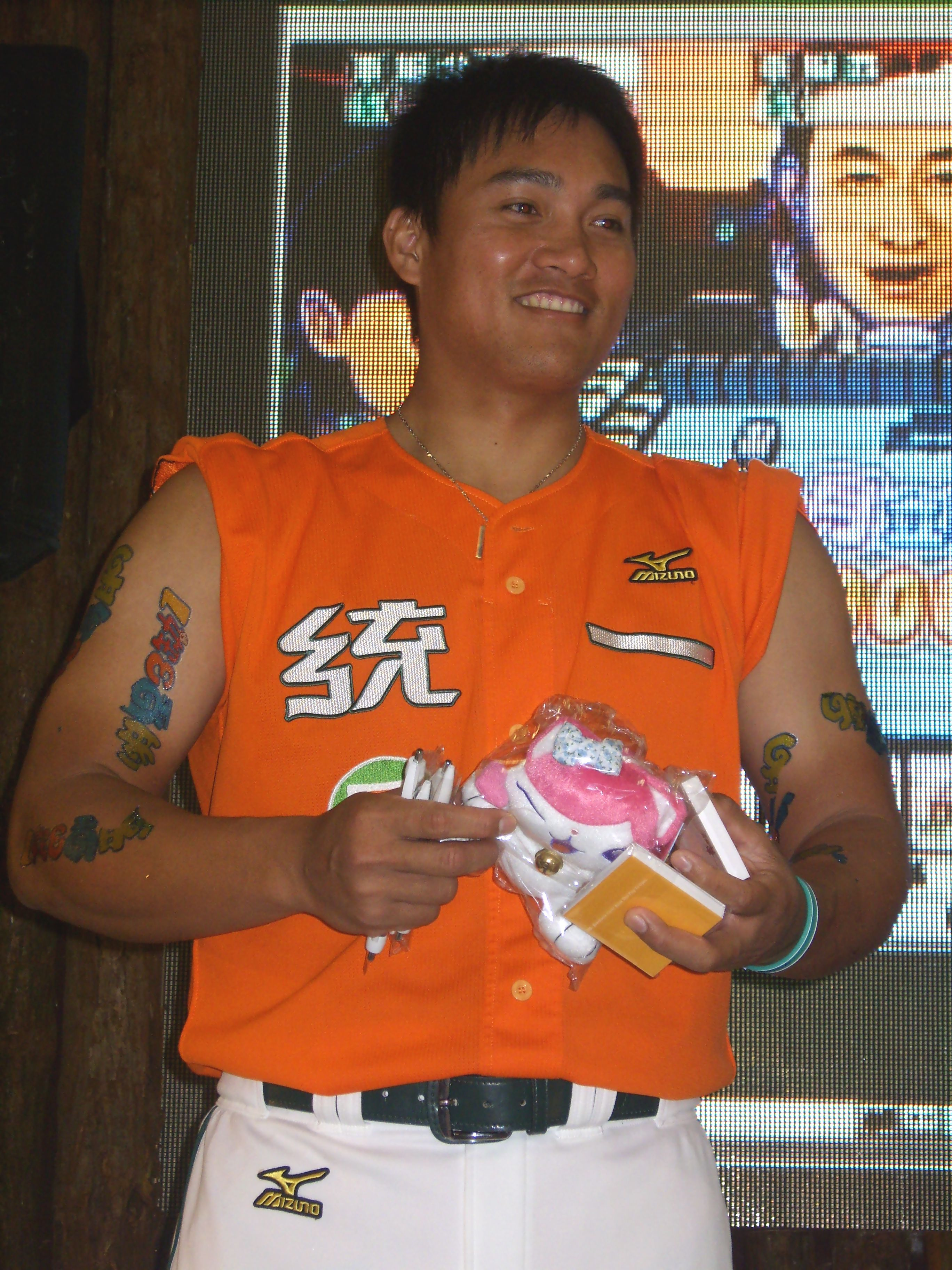
高國慶為2007年中華職棒安打王，打破曾貴章單季最多安打紀錄，成為當年中華職棒年度最有價值球員得主
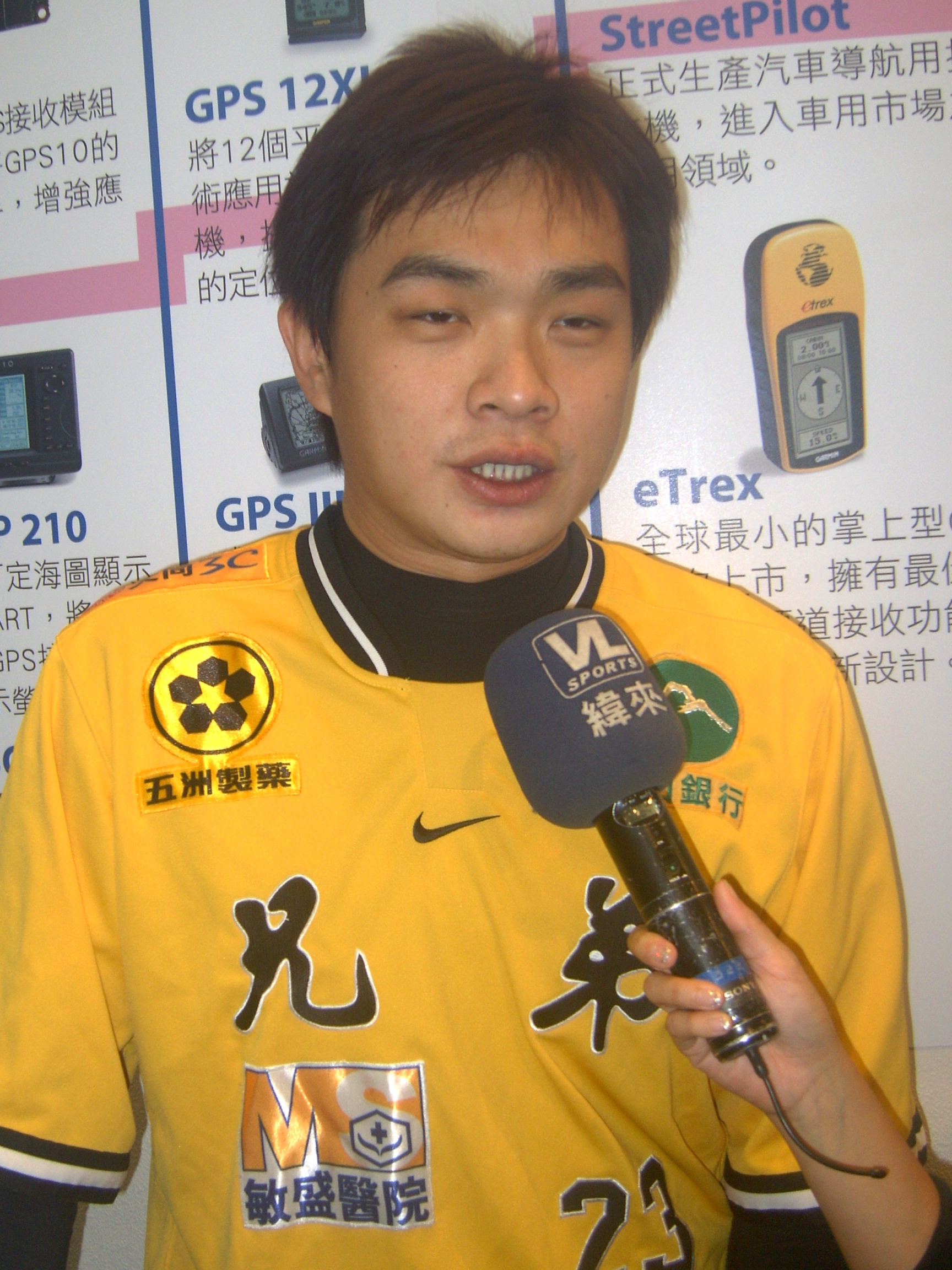
彭政閔為2010年中華職棒打擊王，生涯第五度獲得此獎，當年球季以優異的表現幫助兄弟象獲得年度總冠軍，成為中華職棒年度最有價值球員得主
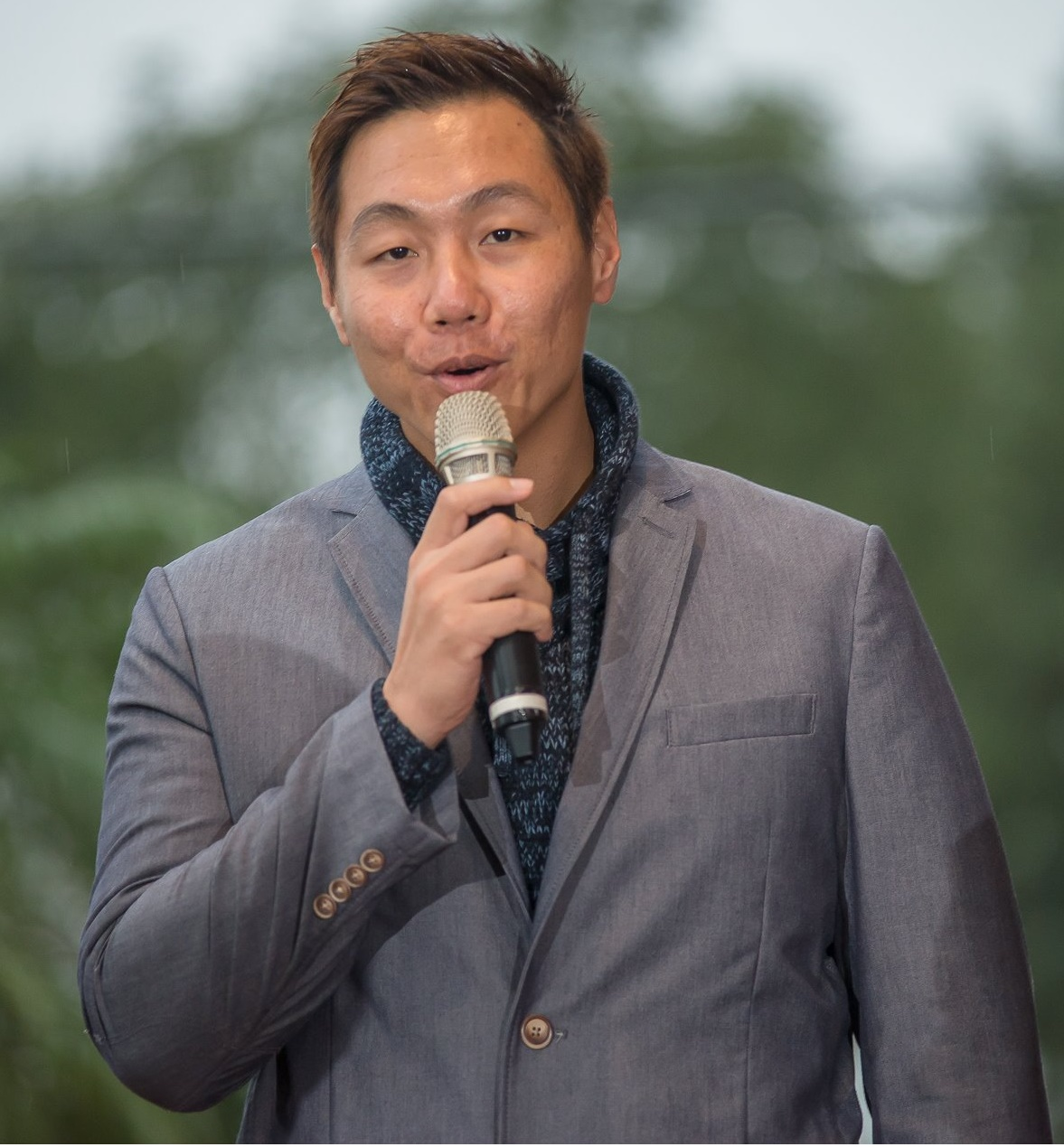
林益全於2009、2013及2014年以優異的打擊表現，三度獲得年度最有價值球員獎，為史上最多次獲獎球員
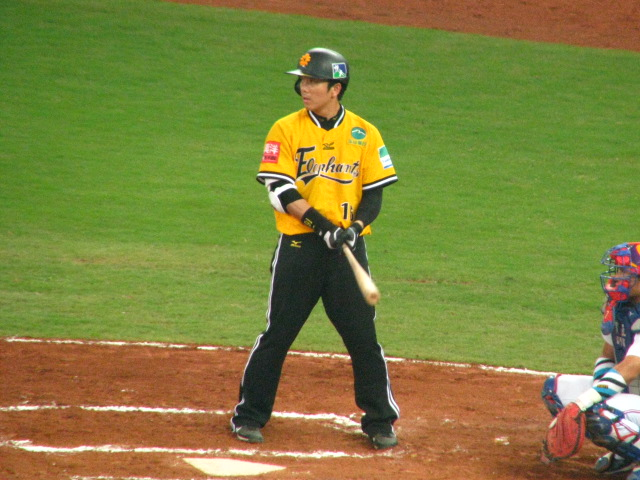
周思齊於2012年以3成65打擊率及21支全壘打，獲得外界肯定，成為中華職棒年度最有價值球員得主
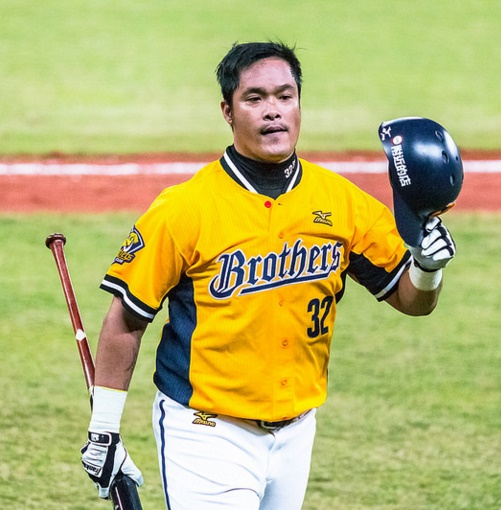
林智勝於2015年球季達成單季30轟、30盜成就，並於季後幫助Lamigo桃猿獲得總冠軍，成為中華職棒年度最有價值球員得主
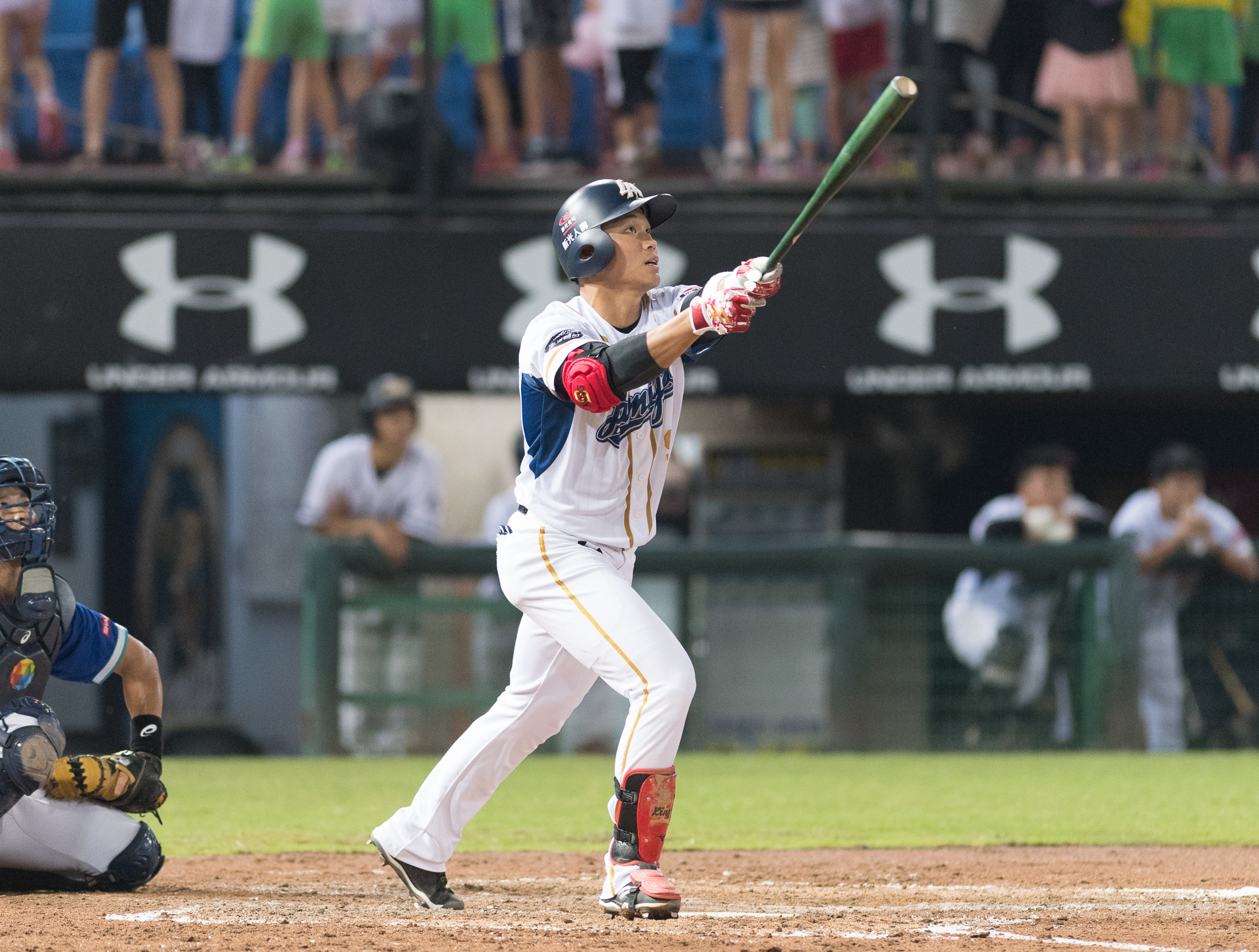
王柏融為2016、2017年中華職棒打擊王，連續二個賽季達成四割打擊率，中華職棒史上第一人，成為中華職棒年度最有價值球員得主
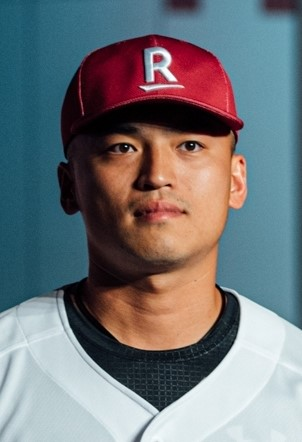
朱育賢為2019年中華職棒全壘打王、安打王雙冠王，成為中華職棒年度最有價值球員得主

## 分數計算方式
每位投票人於每個獎項可分別投下5分、3分、1分票，各代表第一、二、三名選票，也可選擇不投，或僅投其中一個分數類別，累積分數較高者勝出。
投票資格：主跑中職兩個球季以上之媒體記者。

## MVP獲獎紀錄
- 獲得最多年度MVP：林益全，3季
- 連續球季獲得年度MVP：郭進興、陳義信、林恩宇 、林益全、王柏融、德保拉，2季
- 獲得最多次總冠軍MVP：羅敏卿、海克曼、陳俊秀，2次
- 連續榮獲總冠軍MVP：海克曼、陳俊秀，連兩年
- 明星賽MVP榮獲最多次：王光輝，3次
- 獲得明星賽、總冠軍和年度MVP的成員：羅敏卿、彭政閔
- 獲得最多次年度MVP的球隊：樂天桃猿（含前身），8次
- 連續獲得年度MVP最長的球隊：樂天桃猿 (5年，2015-2019，得主分別為林智勝、王柏融2連、陳俊秀、朱育賢)
- 打者最多單月MVP：彭政閔，11次
- 投手最多單月MVP：潘威倫，9次

## 外部連結
- 中華職棒年度最有價值球員獎在台灣棒球維基館上的頁面（繁體中文）